# Tyler Labine
Tyler Sean Labine (Brampton, Ontario; 29 d'abril de 1978) és un actor canadenc.
És el germà major dels també actors Kyle i Cameron Labine. Entre les seues actuacions, és més conegut per haver interpretat a Dave Groves en la sèrie Invasion, a Bert "Sock" Wysocki en la sèrie Reaper i a Dale en la pel·lícula Tucker & Dale vs Evil. També ha coprotagonitzat les sèries Mad Love, com a Larry Munsch, i Animal Practice, com el Dr. Doug Jackson. També va actuar en la pel·lícula Rise of the Planet of the Apes (2011).

## Filmografia
| Any  | Títol                                         | Paper                          | Notes        |
| ---- | --------------------------------------------- | ------------------------------ | ------------ |
| 1999 | Tail Lights Fade                              | Grower Brian                   |              |
| 2000 | El secret del senyor Rice (Mr. Rice's Secret) | Percival "Percy" McConnell     |              |
| 2000 | Marine Life                                   | Ray                            |              |
| 2000 | Here's to Life!                               | Malcolm                        |              |
| 2001 | Antitrust                                     | Redmond                        |              |
| 2002 | Lone Hero                                     | Tim                            |              |
| 2002 | Canadian Zombie                               | Trent                          | Curtmetratge |
| 2003 | My Boss's Daughter                            | Spike                          |              |
| 2003 | Evil Alien Conquerors                         | Croker                         |              |
| 2004 | Pursued                                       | Wade Steiner                   |              |
| 2005 | Aurora Borealis                               | Finn                           |              |
| 2006 | Flyboys: Herois de l'aire (Flyboys)           | Briggs Lowry                   |              |
| 2006 | Extreme Walking                               | Crunk Styles                   |              |
| 2008 | Control Alt Delete                            | Lewis                          |              |
| 2008 | Zack & Miri Make a Porno                      | Client Begut                   |              |
| 2009 | The Zero Sum                                  | Chris                          |              |
| 2010 | Tucker & Dale vs Evil                         | Dale Dobson                    |              |
| 2010 | Badass Thieves                                | Max                            | Curtmetratge |
| 2010 | Fathers & Sons                                | Sean                           |              |
| 2011 | A Good Old Fashioned Orgy                     | Mike McCrudden                 |              |
| 2011 | Rise of the Planet of the Apes                | Robert Franklin                |              |
| 2011 | Sisters & Brothers                            | Sean                           |              |
| 2012 | Best Man Down                                 | Lumpy                          |              |
| 2013 | Monsters University                           | Brock Pearson                  | Veu          |
| 2013 | Rapture-Palooza                               | Shorter Wraith                 |              |
| 2013 | Cottage Country                               | Todd Chipowski                 |              |
| 2013 | That Burning Feeling                          | Frank Purdy                    |              |
| 2014 | Someone Marry Barry                           | Barry Burke                    |              |
| 2014 | Killing Winston Jones                         | Doug Beaudin                   |              |
| 2014 | Mountain Men                                  | Toph                           |              |
| 2015 | Weepah Way for Now                            | Record Executive               |              |
| 2015 | Zoom                                          | Bob                            |              |
| 2016 | The Boss                                      | Mike                           |              |
| 2017 | Little Evil                                   | Karl C. Miller                 |              |
| 2017 | Big Bear                                      | Nick                           |              |
| 2018 | Super Troopers 2                              | Mountie Christophe Bellefuille |              |
| 2018 | Broken Star                                   | Daryl                          |              |
| 2019 | Escape Room                                   | Mike                           |              |